# The Mystery of Room 29
Pour plus de détails, voir Fiche technique et Distribution.
The Mystery of Room 29 est un film muet américain réalisé par Otis Thayer et sorti en 1912.

## Fiche technique
- Titre : The Mystery of Room 29
- Réalisation : Otis Thayer
- Scénario : Arthur Preston Hankins, d'après son histoire
- Producteur :  William Selig
- Société de production : Selig Polyscope Company
- Société de distribution : General Film Company
- Pays d'origine :  États-Unis
- Métrage : 282,25 mètres
- Langue : film muet avec les intertitres en anglais
- Format : Noir et blanc — 35 mm — 1,33:1 — Muet
- Genre : Film dramatique
- Durée : 9 minutes 30
- Dates de sortie : 
  -  États-Unis : 6 juin 1912

## Distribution
- Frank Weed
- Edgar G. Wynn
- Charles Clary
- Harry Lonsdale
- Rex De Rosselli
- Winifred Greenwood
- Patrick Carson
- John Austin
- Walter Roberts